# Олімпійський комітет КНДР
Національний олімпійський комітет КНДР (кор. 조선민주주의인민공화국 올림픽 위원회) — організація, що представляє КНДР у міжнародному олімпійському русі. Заснований в 1953 році; зареєстрований у МОК у 1957 році.
Штаб-квартира розташована в Пхеньяні. Є членом Міжнародного олімпійського комітету, Олімпійської ради Азії та інших міжнародних спортивних організацій.